# Neolipoptena
Neolipoptena là một chi của Hippoboscidae, còn gọi là ruồi rận hay két. Chỉ có 1 loài - Neolipoptena ferrisi.